# Digital Imaging and Communications in Medicine
A Digital Imaging and COmmunications in Medicine (DICOM), azaz Digitális képkezelés és kommunikáció az orvostudományban szabványok átfogó halmaza információ kezelésére, tárolására és továbbítására orvosi képekben. Fájlformátum definíciót és hálózati kommunikációs protokollt tartalmaz. A protokoll egy alkalmazás protokoll, mely TCP/IP használatával teremt kapcsolatot a gépek között.
A DICOM-ot úgy tervezték, hogy lehetővé tegye több gyártótól származó szkennerek, szerverek, munkaállomások és hálózati hardverek integrációját egyetlen képarchiváló és kommunikációs rendszerré. A DICOM-ot széles körben alkalmazzák a kórházak, és egyre jobban elterjed a kisebb alkalmazásokban is, mint a fogorvosi és körzeti orvosi rendelőkben.
A DICOM két átviteli módra bontható:
- DICOM Store – Feladata képek küldése PACS (digitális képfeldolgozó és archiváló) rendszereknek vagy munkaállomásoknak.
- DICOM Print – Feladata képek küldése DICOM (száraz lézer) nyomtatókra "röntgenfilm" nyomtatása céljából.

A legtöbb gyártó egyedi licencet kér, hogy ezeket az átviteleket végre lehessen hajtani. A szabvány lehetővé teszi a küldő számára a képek minőségének beállítását.

## DICOM formátum
A DICOM fájlok szabványos és szabad felhasználású mezőkből álló fejrészből és a képi adattartalomból épülnek fel. Egyetlen DICOM fájl egy vagy több képet tartalmazhat, kötegek vagy animációk tárolását. A képi adat tömöríthető több szabványnak megfelelően is, többek között lehet JPEG, LZW vagy RLE is a kódolás.
A DICOM abban különbözik a többi adatformátumtól, hogy az információt adathalmazokba csoportosítja. Ez azt jelenti, hogy egy páciens mellkasának röntgenfelvétele egy fájlban helyezkedik el a páciens azonosítójával, így a kép nem keverhető el véletlenül az adatoktól.
A DICOM specifikáció részletei a NEMA honlapján megtalálhatók, valamint több szabad felhasználású és nyílt forráskódú implementáció is létezik.

## DICOM megjelenítő programok
- Weasis